# Petapan
Petapan is een bestuurslaag in het regentschap Bangkalan van de provincie Oost-Java, Indonesië. Petapan telt 1671 inwoners (volkstelling 2010).